# Чертково (селище)
Чертко́во (рос. Чертко́во), або Чортко́ве — селище в Росії, центр Чертковського району Ростовської області.
Чертково знаходиться на українсько-російській адміністративній, але не етнічній межі. У 1926 році українці становили в Черткові 64,2 % всього населення.
За даними перепису населення 2002 року в селищі мешкало 11 027 осіб, з них формально 85,9% складали росіяни, 11,1% — українці, а 3% — інші національності.
Українське смт Мілове межує з російським селищем Чертковим — кордон проходить по вулиці Дружби Народів. У селищі діє пункт контролю на кордоні з Україною Чертково—Мілове.